# Zlonín
Zlonín település Csehországban, a Kelet-prágai járásban. Zlonín Kojetice, Měšice, Bašť, Líbeznice, Čakovičky, Předboj és Nová Ves településekkel határos. Lakosainak száma 1331 fő (2024. január 1.).

## Népesség
A település lakosságának változását az alábbi diagram mutatja:
| Lakosok száma | 287  | 264  | 321  | 296  | 219  | 219  | 568  | 725  | 1091 | 1331 |
|               | 1869 | 1890 | 1921 | 1950 | 1980 | 2001 | 2017 | 2019 | 2022 | 2024 |